# Großkopf-Kapuzineraffe
Der Großkopf-Kapuzineraffe (Sapajus macrocephalus) ist eine Primatenart aus der Familie der Kapuzinerartigen, die im westlichen Amazonasbecken vorkommt.

## Verbreitung
Sein relativ großes Verbreitungsgebiet reicht vom westlich der Anden gelegenen Teil Kolumbiens über Westbrasilien, die amazonischen Tiefländer von Ecuador und Peru bis in den Norden Boliviens. Die Nordgrenze des Verbreitungsgebietes bildet das Südufer des Río Arauca, eines Grenzflusses zwischen Kolumbien und Venezuela, die Westgrenze sind die Anden, im Süden kommen die Affen bis zum Oberlauf des Río Beni in Bolivien vor. In Kolumbien gibt es noch ein isoliertes Vorkommen im Departamento del Huila am Oberlauf des Río Magdalena. Im Westen, wo das Verbreitungsgebiet des Großkopf-Kapuzineraffe spitz in das des Gehaubten Kapuzineraffen (Sapajus apella) hineinragt, sind die Grenzen nicht genau bekannt. Wahrscheinlich liegen sie in etwa zwischen Rio Japurá und Rio Negro im Norden und zwischen Rio Purus und Rio Madeira im Süden.

## Merkmale
Der Großkopf-Kapuzineraffe erreicht ein Gewicht von 2,9 bis 4,6 kg (Männchen) bzw. 1,3 bis 3,4 kg (Weibchen), hat eine Kopf-Rumpf-Länge von 37,5 bis 45,5 cm (Männchen) bzw. 39,5 bis 41 cm (Weibchen) und besitzt einen 41,5 bis 49 cm langen Schwanz. Aufgrund des großen Verbreitungsgebietes gibt es drei Farbmorphen des Großkopf-Kapuzineraffen. Die kolumbianische Morphe ist auf dem Rücken hellbraun und hat eine rötliche Bauchseite. Die peruanische ist kastanienbraun, mehr rötlich an den Körperseiten und gelb-braun auf der Bauchseite. Schwanz, Beine und gelegentlich auch die Unterarme sind schwarz. In Brasilien sind die Affen rotbraun auf dem Rücken, die Kehle und die Brust sind schwarz oder rötlich. Gliedmaßen und Schwanz sind dunkelbraun oder schwarz. Alle besitzen einen auffälligen dunklen Rückenstreifen. Ausgewachsene Exemplare haben schwarze, kurze, hornartige Haarbüschel auf dem Kopf. Diese verflachen mit zunehmendem Alter wieder. Ein auffälliger Geschlechtsdimorphismus besteht nicht.

## Lebensweise und Ernährung
Der Großkopf-Kapuzineraffe lebt im immergrünen tropischen Regenwald, in Bergnebelwäldern, in Bambusbeständen, in Sümpfen, die mit Palmen bestanden sind, und im äußersten Norden seines Verbreitungsgebietes in Galeriewäldern der Llanos. In Peru kommt er am Osthang der Anden bis in Höhen von 1800 Metern vor, in Kolumbien sind es 1300 Meter. Die kleine Population in Huila lebt 2700 Meter hoch. Die Art ernährt sich vor allem von Früchten und Insekten, daneben werden auch Samen, Mark, Blätter, Sprossen, Blüten, Nektar, Spinnen, Tausendfüßler, Schnecken, Frösche und Vogeleier verspeist. Großkopf-Kapuzineraffen die im peruanischen Nationalpark Manú beobachtet wurden, verbrachten den größten Teil des Tages (ca. 50 %) mit der Suche nach tierischer Nahrung. Die Aufnahme von pflanzlicher Nahrung nahm 16 % ihrer Zeit in Anspruch, vor allem am frühen Morgen und während des Nachmittags. Zur Mittagszeit legten sie eine etwa eine halbe bis eine volle Stunde dauernde Ruhepause ein.

## Fortpflanzung
Der Menstruationszyklus der Großkopf-Kapuzineraffen-Weibchen dauert etwa 22 Tage. Sind sie empfängnisbereit, so paaren sie sich mit dem Alphamännchen der Gruppe über einen Zeitraum von 5 bis 6 Tagen etwa einmal täglich. Die meisten Weibchen bekommen ihr erstes Jungtier mit einem Alter von 7 bis 8 Jahren. Die Tragzeit dauert ca. 153 Tage, Jungtiere werden vor allem in der Regenzeit geboren. Überlebt das Jungtier, wird das nächste im Durchschnitt nach 25,6 Monaten geboren, stirbt es, so folgt das nächste Jungtier nach durchschnittlich 15,5 Monaten. Mit einem Alter von drei Monaten beginnen die Jungtiere selbständig in den Bäumen herumzuklettern und werden neben der Mutter auch von älteren Geschwistern getragen. Sechs Monate alte Jungtiere fangen an, die Nahrung der Ausgewachsenen zu probieren, das Abstillen beginnt mit einem Alter von 8 bis 12 Monaten und ist bei einem Alter von 20 Monaten abgeschlossen.

## Systematik
Der Großkopf-Kapuzineraffe wurde 1823 durch den deutschen Naturwissenschaftler Johann Baptist von Spix nach seiner Brasilienreise als Cebus macrocephalus erstbeschrieben. Eine Zeit lang galt er als Unterart des ostamazonischen Haubenkapuzineraffen (Sapajus apella), im Handbook of the Mammals of the World wird er als eigenständige Art geführt. Genetisch ist er nicht vom Gehaubten Kapuzineraffen zu unterscheiden, und der Großkopf-Kapuzineraffe gilt heute als Synonym bzw. als Morphe des Haubenkapuzineraffen.